# Patrulla militar als Jocs Olímpics d'hivern de 1948
Als Jocs Olímpics d'Hivern de 1948 celebrats a la ciutat de Sankt Moritz (Suïssa) es disputà una prova de patrulla militar en categoria masculina per equips com a esport de demostració.
La prova es disputà el dia 8 de febrer de 1948 a les instal·lacions de Sankt Moritz. Aquesta fou l'última vegada que aquest esport fou present en uns Jocs Olímpics, sent reemplaçat l'edició de 1960 pel biatló.

## Comitès participants
Hi participaren un total de 32 esquiadors de 8 comitès nacionals diferents.
| - Estats Units (4) - Finlàndia (4) - França (4) - Itàlia (4) |  | - Romania (4) - Suècia (4) - Suïssa (4) - Txecoslovàquia (4) |

## Resum de medalles
| Prova            | Or                                                                                   | Argent                                                                   | Bronze                                                                       |
| Patrulla militar | SuïssaRobert Zurbriggen · Heinrich Zurbriggen · Vital Vouardoux · Arnold Andenmatten | FinlàndiaEero Naapuri · Vilho Ylönen · Mikko Meriläinen · Tauno Honkanen | SuèciaEdor Hjukström · Holger Borgh · Karl Gustav Ljungquist · Fride Larsson |

## Medaller
| Posició | País      | Or | Argent | Bronze | Total |
| 1       | Suïssa    | 1  | 0      | 0      | 1     |
| 2       | Finlàndia | 0  | 1      | 0      | 1     |
| 3       | Suècia    | 0  | 0      | 1      | 1     |
|         |           |    |        |        |       |
| Total   | Total     | 1  | 1      | 1      | 3     |

## Resultats
| Posició | Equip                                                                                | Temps     | Bonificacions | Temps final |
| ------- | ------------------------------------------------------------------------------------ | --------- | ------------- | ----------- |
| 1       | Suïssa · Robert Zurbriggen, Heinrich Zurbriggen, Vital Vouardoux, Arnold Andenmatten | 2:39:25.0 | 5             | 2:34:25.0   |
| 2       | Finlàndia · Eero Naapuri, Vilho Ylönen, Mikko Meriläinen, Tauno Honkanen             | 2:46:23.0 | 9             | 2:37:23.0   |
| 3       | Suècia · Edor Hjukström, Holger Borgh, Karl Gustav Ljungquist, Fride Larsson)        | 2:45:03.0 | 4             | 2:41:03.0   |
| 4       | Itàlia · Costanzo Picco, Aristide Compagnoni, Giacinto De Cassan, Antenore Cuel      | 2:52:03.0 | 2             | 2:50:03.0   |
| 5       | França · Emile Paganon, Marc Benoît-Lizon, Ulysse Bozonnet, Gilbert Morand           | 3:01:35.0 | 7             | 2:54:35.0   |
| 6       | Txecoslovàquia · Vojtech Pavelica, Karel Dvořák, Jaroslav Šír, Oto Skrbek            | 3:16:26.0 | 6             | 3:10:26.0   |
| 7       | Romania · Ştefan Ionescu, Constantin Vlădea, Niculae-Cornel Crăciun, Ion Koschi      | 3:24:24.0 | 8             | 3:16:24.0   |
| 8       | Estats Units · Donald Weihs, Stanley Walker, Henry Dunlap, Lorentz Eide              | 4:38:58.0 | 3             | 4:35:58.0   |